# Tito Manlio (opera)
Tito Manlio (ˈtiːto ˈmanljo; RV 738) è un'opera in tre atti di Antonio Vivaldi, su libretto di Matteo Noris. Fu scritta per celebrare il matrimonio di Filippo d'Assia-Darmstadt (1671–1736), il governatore di Mantova, che aveva annunciato a Natale. Tradizionalmente si riteneva che la dicitura "Fatta in 5 giorni" riferisse il vanto di Vivaldi per aver composto rapidamente l'opera (in "cinque giorni", appunto), mentre oggi gli studi vivaldiani più approfonditi mettono in relazione questo appunto riportato sulla partitura al tempo impiegato dai copisti per completare tutte le parti. Mentre il matrimonio alla fine non ebbe luogo affatto, l'opera fu rappresentata con successo al Teatro Arciducale "detto il Comico" di Mantova durante la stagione del carnevale del 1719.

## Ruoli
| Ruolo                         | Registro vocale       | Cast della prima, Carnevale 1719 |
| ----------------------------- | --------------------- | -------------------------------- |
| Tito Manlio, Console di Roma  | basso                 | Giovanni Francesco Benedetti     |
| Manlio, il figlio di Tito     | soprano (en travesti) | Margherita Gualandi              |
| Decio, capitano romano        | contralto castrato    | Lorenzo Beretta                  |
| Lucio, un cavaliere           | soprano castrato      | Gasparo Geri                     |
| Vitellia, la figlia di Tito   | contralto             | Teresa Mucci                     |
| Geminio, capitano latino      | tenore                | Giuseppe Pederzoli               |
| Servilia, fidanzata di Manlio | contralto             | Anna Ambreville                  |
| Lindo, servo di Tito          | basso                 | Giovanni Battista Calvi          |

## Trama
L'opera racconta la storia di Tito Manlio Torquato, console di Roma e del conflitto tra lui e la regione Lazio.

## Incisioni
- Tito Manlio: Nicola Ulivieri, Karina Gauvin, Ann Hallenberg, Marijana Mijanovic, Debora Beronesi, Barbara Di Castri; Accademia Bizantina, Ottavio Dantone (direttore); Naïve OP30413
- Tito Manlio: Direttore: Vittorio Negri. Berlin Chamber Orchestra. Cantanti: Luccardi, Wagemann, Hamari, Birgit Finnilä, Marshall, Trimarchi, Lerer, Ahnsjo. 1978. Philips 6769 004.
- Tito Manlio: Sergio Foresti (Tito), Elisabeth Scholl (Manlio), Nicky Kennedy (Lucio), Rosa Dominguez (Vitellia), Lucia Sciannimanico (Servilia), Thierry Gregoire (Decio), Davide Livermore (Geminio), Bruno Taddia (Lindo), Modo Antiquo, Federico Maria Sardelli (direttore); cpo 777 096-2